# Гильдебранд, Герман Христиан
Герман Христиан Гильдебранд (нем. Hermann Christian Hildebrand; 1843—1890) — прибалтийский историк, архивист.

## Биография
Родился 26 июня (8 июля) 1843 года в Гольдингене (ныне Кулдига, Латвия) Курляндской губернии, где его отец, Генрих Юстус Гильдебранд, происходивший из северной Германии, служил школьным инспектором. В семье были ещё старший сын Арнольд (1841—1918), ставший доктором медицины, и дочь Розалия (1845—?), в замужестве Вахтсмут.
Первоначальное образование получил в местном уездном училище и в то же время дома изучал французский и древние языки под руководством отца. С ранних лет обнаружил склонность к занятиям историей.
В январе 1858 года Гильдебранд поступил в третий класс Митавской гимназии и успешно окончил её в декабре 1861 года.
В апреле 1862 года он поехал в Гёттинген для изучения истории и поселился здесь у своего дяди по отцу. В Гёттингенском университете его привлекали, главным образом, лекции Георга Вайтца. Из товарищей по университету он больше всего сошелся с Карлом Коппманом (впоследствии городской архивариус в Ростоке). Выдержав блестяще экзамен на доктора философии, Гильдебранд на Пасху 1865 года отправился в Берлин, чтобы слушать в университете лекции Ранке, Дройзена и Яффе.
Ещё обучаясь в Гёттингене, темой для своей работы он избрал первого рижского епископа Альберта Буксгевдена и, изучая источники первоначальной истории Прибалтийского края, главным предметом своих занятий сделал первого местного историка Генриха Латвийского. Переехав в Берлин, Гильдебранд издал монографию (1865) о Генрихе Латвийском под заглавием «Die Chronik Heinrichs von Lettland. Ein Beitrag zu Livlands Historiographie und Geschichte».
В декабре 1866 года Гильдебранд возвратился на родину и в июне 1867 года сдал при Дерптском университете экзамены магистерский и на звание старшего учителя, хотя и не имел склонности к педагогической деятельности: его больше привлекала научная работа.
Приехав из Дерпта в Курляндию, он занялся изучением рукописей хроники Генриха Латвийского. Желая получить место в Санкт-Петербурге, соответствующее его склонностям, он обратился к академику А. А. Кунику и вскоре через него получил от Академии наук поручение разыскать в рижских архивах источники по русской и литовской истории. Поиски производились им с июля по ноябрь 1868 года. Найденные им документы касались, главным образом, сношений Лифляндии и Ганзы с Новгородом, Псковом и в особенности с Полоцком. Отчет о командировке представлен был Г. Х. Гильдебрандом на рассмотрение в академию 3 декабря 1868 года. («Bericht über die in Rigischen Archiven vornähmlich für litauische und westrussische Geschichte angestellten Forschungen»; напечатан в «Bull. de l’Acad. Imp. des sciences», t. XIII, и «Mélanges russes tirés du Bull. de l’Acad. Imp. des sciences», IV).
В ноябре 1868 года директор московского Главного архива Министерства иностранных дел князь M. A. Оболенский предложил ему место в этом архиве. Гильдебранд поехал в Москву, однако поступление на службу не состоялось, и уже в декабре он вернулся в Петербург. Академия наук поручила ему описание рукописей своей библиотеки. Однако стеснённое материальное положение заставило его взять на год место домашнего репетитора в одном семействе, с которым он и отправился за границу.
В Берлине учёный встретился со своими геттингенскими друзьями по университету. Бывший его наставник профессор Вайтц предложил ему место первого секретаря архива в Карлсруэ, но Гильдебранд отказался от этого места, не желая нарушать договора с семейством, в котором он был учителем. Своим пребыванием в Париже Гильдебранд воспользовался для занятий в библиотеках и архивах и разыскал там источники по русской истории. После поездки по Рейну он и его спутники жили некоторое время в Эмсе, а затем в полтавском имении. В декабре 1869 года Гильдебранд закончил занятия со своим учеником и возвратился в Петербург.
Летом 1870 года он начал по поручению Академии в архивах города Ревеля такие же поиски, какие он три года тому назад произвел в Риге. Ради дополнительного заработка Гильдебранд одновременно в течение трёх месяцев заведовал иностранным отделом и писал фельетоны в «Revalsche Zeitung», за что получал 50 рублей в месяц. В архиве Ревельской ратуши им найдены были ценные документы по истории сношений Ганзы и Ливонии с Великим Новгородом в XV и XVI веках. Детальный отчёт о командировке был представлен Академии 12 октября 1871 года. («Bericht über die im Reval’schen Rathsarchiv für die russisch-livländischen Wechselbeziehungen im 15. und 16. Jahrhundert ausgeführten Untersuchungen»; напечатан в «Bull. de l’Acad.», t. XVII, № 3, и в «Mélanges russes», t. IV, livr. 6).
В мае 1871 года Герман Христиан Гильдебранд был назначен консерватором Академической библиотеки.
На основании найденных им в Ревеле документов им была написана статья: «Die hansischlivländische Gesandschaft des Jahres 1494 nach Moskau und die Schliessung des deutschen Hofes in Nowgorod» («Baltische Monatsschrift». — 1871. — Bd. 20), а на основании рижских документов — «Die Deutsche Kontor zu Polozk» («Baltische Monatsschrift». — 1873. — Bd. 22; русский перевод в «Прибалтийском сборнике». — Т. II). Кроме того, на средства Академии наук он издал найденный им в Риге документ, важный для истории культуры и торговли Прибалтийского края и русско-немецких торговых сношений XIII—XIV веков: «Das Rigische Schuldbuch (1286—1352)» (СПб., 1872).
В 1872 году он получил предложение продолжать начатое профессором Бунге издание источников по истории Прибалтийского края «Das Liv-, Est- und Kurländische Urkundenbuch». Он принял его и летом 1872 года переехал на жительство из Петербурга в Ригу и занимался порученным ему делом до самой смерти. В поисках материалов для издания ему пришлось совершить путешествия в Швецию, Данию, Германию и Италию, а также работать в архивах Петербурга и Москвы.
О своих находках он своевременно оповестил коллег в отчетах о работах в Петербурге и Москве («Die Arbeiten für das Liv-, Est- und Kurländische Urkundenbuch im Jahre 1874—75», Riga, 1876, отдельный оттиск из «Rigasche Zeitung») и Стокгольме, Упсале и Копенгагене («Die Arbeiten für das Liv-, Est- und Kurländische Urkundenbuch im Jahre 1875—76», Riga, 1877). Попутно он опубликовал и найденные источники: «Zehn Urkunden zur älteren livländischen Geschichte aus Petersburg und Stockholm. 1224—1348» («Mittheilungen aus der livl. Geschichte», 1876, № 12) и «Auszüge aus einem verlorenen rigischen Missivbuche von 1343—1387» (там же, № 13).
Женился 25 мая 1885 года на Розе фон Баер.
С октября 1885 года до апреля 1886 года Гильдебранд производил поиски в Риме и в 1887 году издал их результаты: «Livonica, vornähmlich aus dem XIII Jahrhundert, im Vaticanischen Archiv» (Riga). Всего он успел издать три тома «Urkundenbuch»: седьмой в 1881 году, восьмой в 1884 году и девятый в 1890 году.
Гильдебранд был с 1872 года членом Курляндского общества литературы и искусств и Прибалтийского общества истории и древностей, с 1888 — Учёного эстонского общества при Дерптском университете.
С 1882 года занимал должность рижского городского архивариуса.
Скончался[от чего?] в Риге 17 (29) января 1890 года в возрасте 46 лет, и менее чем через пять лет после своей женитьбы.

## Избранная библиография
Кроме вышеуказанных трудов Гильдебранда были также изданы:
- «Verbesserungen zu K. E. Napierskys Russisch-Livländischen Urkunden» («Mittheilungen aus der livl. Geschichte», 1874, № 12),
- «Worauf beruht und welcher Art ist das Recht der Gilden an der rigischen Stadt-werde» (Riga, 1879),
- «Rollandssäule im mittelalterlichen Riga».